# Список епізодів серіалу Зоряний шлях: Ентерпрайз
Тут наводиться повний список епізодів науково-фантастичного серіалу «Зоряний шлях: Ентерпрайз» (англ. Star Trek: Enterprise), який є частиною фантастичної саги «Зоряний шлях». Серіал демонструвався вперше американською мережею «UPN» з 26 вересня 2001 року по 13 травня 2005 року. Всього серіал містить 98 епізодів в чотирьох сезонах і присвячений пригодам космічного корабля «Ентерпрайз NX-01» (англ. Enterprise NX-01) в 22 сторіччі. Серіал було знято під франшизою «Зоряного шляху», у відповідності з попередніми серіями, що вийшли раніше в контексті хронології «Зоряний шлях: Оригінальні серії».

## Сезони
| Сезон   | Кількість серій | Відкриття сезону | Закриття сезону | Вихід на DVD     |
| ------- | --------------- | ---------------- | --------------- | ---------------- |
| Сезон 1 | 26              | 26 вересня 2001  | 22 травня 2002  | 3 травня 2005    |
| Сезон 2 | 26              | 18 вересня 2002  | 21 травня 2003  | 26 липня 2005    |
| Сезон 3 | 24              | 10 вересня 2003  | 26 травня 2004  | 27 вересня 2005  |
| Сезон 4 | 22              | 8 жовтня 2004    | 13 травня 2005  | 1 листопада 2005 |

### Сезон 1 (2001—2002)
Скорочення:
- «NR»: Рейтинг Нільсена (англ. Nielsen Rating) (США)
- «V»: Кількість глядачів, в мільйонах.

| Серія | Назва серії                                          | Дата виходу на экран | NR  | V     |
| --- | ---------------------------------------------------- | -------------------- | --- | ----- |
| 101,102 | Розірване Коло, частини I та II (англ. Broken Bow)   | 26 вересня 2001      | 7.0 | 12.54 |
| Перший контакт з Імперією Клінґонів напряму. Ентерпрайз NX-01 виходить з космічного дока. Капітан Джонатан Арчер дізнається про Холодну Темпоральну Війну…                                                                            |                                                      |                      |     |       |
| |                                                      |                      |     |       |
| 103 | Боротися чи втікати (англ. Fight or Flight)          | 3 жовтня 2001        | 5.7 | 9.18  |
| Знайшовши вантажний корабель, екіпаж якого жорстоко вбитий, капітан Джонатан Арчер вирішує надіслати з нього сигнал допомоги… |                                                      |                      |     |       |
| |                                                      |                      |     |       |
| 104 | Цей загадковий новий світ… (англ. Strange New World) | 10 жовтня 2001       | 5.0 | 7.81  |
| Команда Ентерпрайза знаходить планету, дуже схожу на Землю. Капітан Джонатан Арчер вирішує висадитися на планету з метою дослідження і невеликого відпочинку. На планеті команду висадки застигає шторм і примушує ховатися у печері… |                                                      |                      |     |       |
| |                                                      |                      |     |       |
| 105 | Несподіванка (англ. Unexpected)                      | 17 жовтня 2001       | 5.2 | 8.16  |
| Командер Тріп Такер навіть і не підозрював, що, провівши ремонт на іншопланетному зорельоті, потрапить в таку історію… |                                                      |                      |     |       |
| |                                                      |                      |     |       |
| 106 | Терра Нова (англ. Terra Nova)                        | 24 жовтня 2001       | 5.1 | 8.35  |
| Сімдесят років тому від земної колонії Терра Нова почали надходити сигнали. Настав час Ентерпрайзу розкрити всі таємниці… |                                                      |                      |     |       |
| |                                                      |                      |     |       |
| 107 | Андоріанський інцидент (англ. The Andorian Incident) | 31 жовтня 2001       | 4.5 | 7.19  |
| Капітан Джонатан Арчер, командер Тріп Такер та субкомандер Т'Пол не очікували зустріти в вулканському монастирі П'Джем озброєних андоріанських командос…                                                                              |                                                      |                      |     |       |
| |                                                      |                      |     |       |
| 108 | Розбивання криги (англ. Breaking the Ice)            | 7 листопада 2001     | 4.9 | 7.36  |
| Лейтенант Малькольм Рід та енсін Тревіс Мейвізер досліджують ядро комети… |                                                      |                      |     |       |
| |                                                      |                      |     |       |
| 109 | Цивілізація (англ. Civilization)                     | 14 листопада 2001    | 4.6 | 7.14  |
| Капітан Джонатан Арчер, субкомандер Т’Пол та енсін Хоші Сато висаджуються на планеті з пост-індустріальною цивілізацією, знайшовши на поверхні джерело енергії, якого там не повинно бути…                                            |                                                      |                      |     |       |
| |                                                      |                      |     |       |
| 110 | Син Щасливчика (англ. Fortunate Son)                 | 21 листопада 2001    | 4.8 | 6.11  |
| Земний торговельний корабель Щасливчик атакований наусікаанськими піратами. Ентерпрайз поспішає на допомогу… |                                                      |                      |     |       |
| |                                                      |                      |     |       |
| 111 | Холодний фронт (англ. Cold Front)                    | 28 листопада 2001    | 4.7 | 7.33  |
| Палуби Ентерпрайза стають ареною для чергового епізоду Холодної темпоральної війни… |                                                      |                      |     |       |
| |                                                      |                      |     |       |
| 112 | Безмовний ворог (англ. Silent Enemy)                 | 16 січня 2002        | 3.7 | 6.11  |
| Невідомий корабель атакує Ентерпрайз… |                                                      |                      |     |       |
| |                                                      |                      |     |       |
| 113 | Дорогий лікарю (англ. Dear Doctor)                   | 23 січня 2002        | 3.7 | 5.65  |
| Лікар Флокс та капітан Джонатан Арчер вирішують дилему порятунку представника іншої цивілізації… |                                                      |                      |     |       |
| |                                                      |                      |     |       |
| 114 | Сплячі пси (англ. Sleeping Dogs)                     | 30 січня 2002        | 3.9 | 6.50  |
| Т’Пол, Хоши та Рід висаджуються на клінґонський корабель, що застряг в гравітаційному полі газового гіганта… |                                                      |                      |     |       |
| |                                                      |                      |     |       |
| 115 | Тіні П’Джем (англ. Shadows of P'Jem)                 | 6 лютого 2002        | 3.8 | 6.05  |
| Вулканське Головне Командування відкликає Т’Пол, але, за збігом обставин, вона, разом з капітаном Арчером, потрапляє в полон до іншопланетної терористичної організації.                                                              |                                                      |                      |     |       |
| |                                                      |                      |     |       |
| 116 | Човник Один (англ. Shuttlepod One)                   | 13 лютого 2002       | 3.4 | 5.33  |
| Малькольм Рід та Тріп Такер вирушають досліджувати астероїдне поле на човнику номер один… |                                                      |                      |     |       |
| |                                                      |                      |     |       |
| 117 | Злиття (англ. Fusion)                                | 27 лютого 2002       | 3.0 | 4.49  |
| Ентерпрайз стикається з вулканцями, що ставляться до Вчення Сурака по-іншому… |                                                      |                      |     |       |
| |                                                      |                      |     |       |
| 118 | Мандрівна планета (англ. Rogue Planet)               | 20 березня 2002      | 3.3 | 4.69  |
| Ентерпрайз реєструє біосигнали на планеті, опанованій вічною темрявою… |                                                      |                      |     |       |
| |                                                      |                      |     |       |
| 119 | Придбання (англ. Acquisition)                        | 27 березня 2002      | 3.4 | 5.45  |
| Перший контакт з ференгі… |                                                      |                      |     |       |
| |                                                      |                      |     |       |
| 120 | Оаза (англ. Oasis)                                   | 3 квітня 2002        | 3.3 | 5.64  |
| Ентерпрайз знаходить на поверхні планети розбитий корабель, на якому, схоже, є живі… |                                                      |                      |     |       |
| |                                                      |                      |     |       |
| 121 | Затримання (англ. Detained)                          | 24 квітня 2002       | 3.0 | 4.88  |
| Капітан Джонатан Арчер та енсін Тревіс Мейвізер потрапляють до тандаріанського табору для сулібан, підозрюваних в зв'язках з організацією Кабалла…                                                                                    |                                                      |                      |     |       |
| |                                                      |                      |     |       |
| 122 | Одинокий голос (англ. Vox Sola)                      | 1 травня 2002        | 3.4 | 5.40  |
| Дивна негуманоїдна і явно розумна форма життя потрапила на борт Ентерпрайза… |                                                      |                      |     |       |
| |                                                      |                      |     |       |
| 123 | Розвінчані герої (англ. Fallen Hero)                 | 8 травня 2002        | 3.2 | 5.34  |
| Ентерпрайзу доручено доправити вулканського посла до місця зустрічі з вулканським крейсером… |                                                      |                      |     |       |
| |                                                      |                      |     |       |
| 124 | Втеча з пустелі (англ. Desert Crossing)              | 8 травня 2002        | 3.0 | 4.68  |
| Джонатан Арчер і Тріп Такер мимоволі стають учасниками іншопланетної громадянської війни… |                                                      |                      |     |       |
| |                                                      |                      |     |       |
| 125 | Два дні і дві ночі (англ. Two Days and Two Nights)   | 15 травня 2002       | 3.1 | 5.26  |
| Екіпаж Ентерпрайза вирішив відпочити і обрав для цього планету, відому під назвою Райза. |                                                      |                      |     |       |
| |                                                      |                      |     |       |
| 126 | Вибухова хвиля, частина І (англ. Shockwave, Part I)  | 22 травня 2002       | 3.3 | 5.28  |
| Іншопланетна колонія знищена, понад 2000 загиблих, й причиною цьому - необережність при вході в атмосферу. Джонатан Арчер впевнений, що провини екіпажу Ентерпрайза в цьому немає, проте, це слід ще довести…                         |                                                      |                      |     |       |